# 마르크 레비

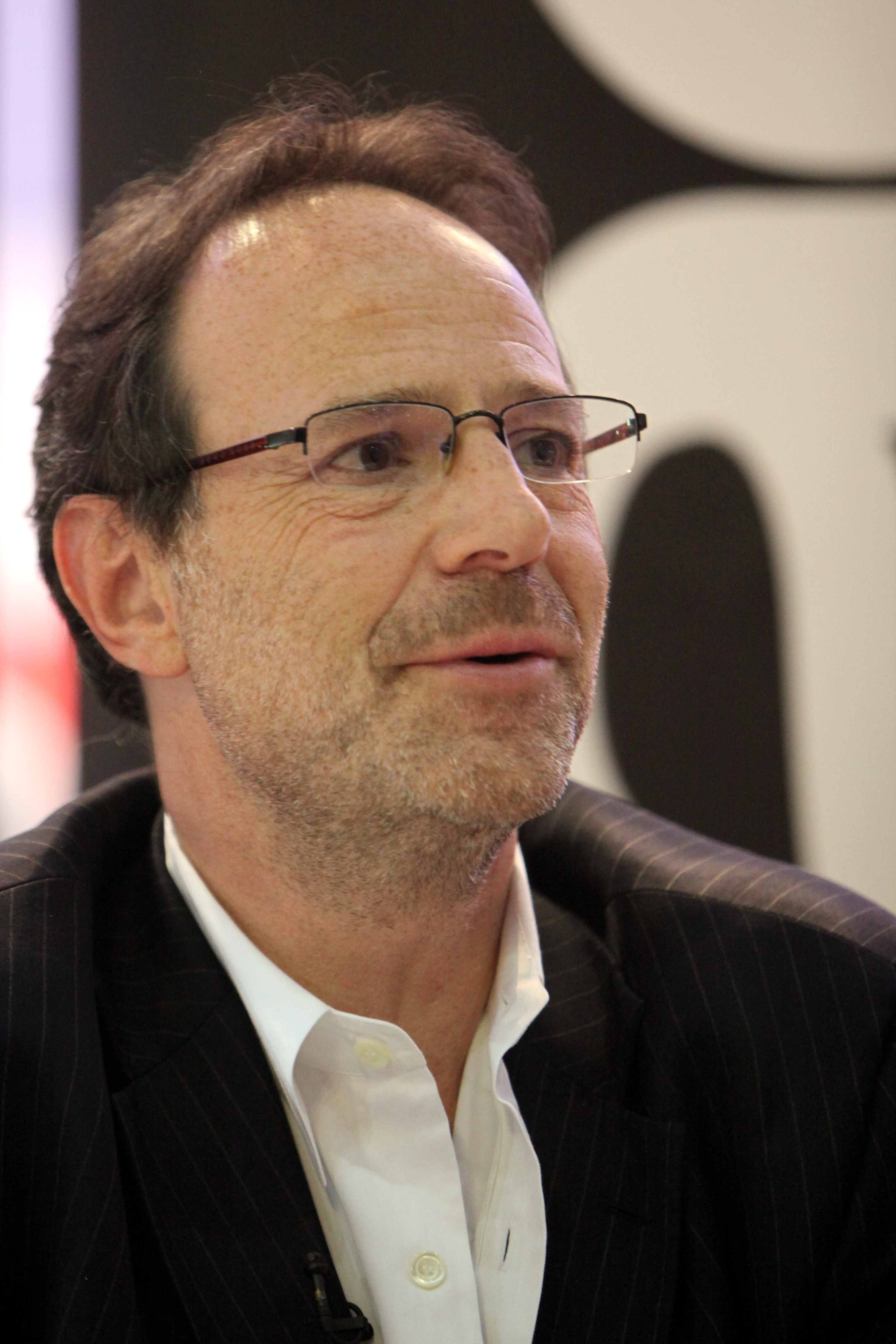
마르크 레비

마르크 레비(Marc Levy, 1961년 10월 16일 ~ )는 프랑스의 소설가이다.